# Jeanne Pérez
 (août 2024).
Si vous disposez d'ouvrages ou d'articles de référence ou si vous connaissez des sites web de qualité traitant du thème abordé ici, merci de compléter l'article en donnant les références utiles à sa vérifiabilité et en les liant à la section « Notes et références ».
Pour les articles homonymes, voir Perez.
Guilhemine Farenc, dite Jeanne Pérez (née le 28 septembre 1894 à Castelsarrasin, dans le Tarn-et-Garonne et morte le 11 mai 1975 à Cambo-les-Bains, dans les Pyrénées-Atlantiques) est une actrice française.

## Biographie
Guilhemine Farenc est la fille de Paul-Élie-Jules-Émile Farenc, coiffeur et de son épouse Jeanne-Germaine Verdier, la sœur de l'acteur Marcel Pérès (1898-1974) et l'épouse de l'acteur Marcel Vallée (1880-1957), orfèvre puis artiste dramatique.
Enfant, je l'ai souvent croisée à Fontaine-le-Port où habitaient mes parent et où elle était connue comme Madame Vallée. Elle y possédait une maison et c'était un peu notre "star locale"
Son frère Marcel Pérez avait été le "papa de cinéma" de mon amie l'actrice Etchika Choureau dans un film de Léonid Moguy, "Les enfants de l'amour"

## Filmographie

### Cinéma
- 1930 : Paris la nuit d'Henri Diamant-Berger
- 1931 : Tout s'arrange de Henri Diamant-Berger
- 1935 : Le Domino vert de Herbert Selpin et Henri Decoin
- 1936 : Puits en flammes de Victor Tourjansky
- 1938 : La Route enchantée de Pierre Caron
- 1941 : Nous les gosses de Louis Daquin
- 1942 : Le Mariage de Chiffon de Claude Autant-Lara
- 1943 : Les Roquevillard de Jean Dréville
- 1947 : Le Diable au corps de Claude Autant-Lara
- 1948 : Le Sorcier du ciel de Marcel Blistène
- 1949 : Retour à la vie (Le Retour de Jean) de Henri-Georges Clouzot
- 1958 : Le Beau Serge de Claude Chabrol
- 1959 : Les Cousins de Claude Chabrol
- 1959 : La Verte Moisson de François Villiers
- 1959 : Classe tous risques de Claude Sautet
- 1959 : Les Jeux de l'amour de Philippe de Broca
- 1960 : Crésus de Jean Giono
- 1960 : Le Gigolo de Jacques Deray
- 1960 : Les Godelureaux de Claude Chabrol
- 1961 : Adieu Philippine de Jacques Rozier
- 1962 : Les sept pêchés capitaux - segment L'Avarice de Claude Chabrol
- 1962 : Le Monte-charge de Marcel Bluwal
- 1962 : Maléfices de Henri Decoin
- 1962 : Thérèse Desqueyroux de Georges Franju
- 1963 : Le Journal d'une femme de chambre de Luis Buñuel
- 1964 : Fifi la plume ou L'ange de Albert Lamorisse, Henri Gruel et Georges Goetz
- 1967 : Un idiot à Paris de Serge Korber
- 1967 : L'Une et l'Autre de René Allio
- 1969 : Le Témoin, d'Anne Walter
- 1969 : L'Armée des ombres de Jean-Pierre Melville
- 1972 : Poil de carotte de Henri Graziani
- 1972 : Un meurtre est un meurtre de Etienne Périer
- 1973 : Le Concierge de Jean Girault
- 1974 : La Merveilleuse Visite de Marcel Carné

### Télévision
- 1959 : Les Cinq Dernières Minutes, épisode Dans le pétrin de Claude Loursais : Angèle Esquirol
- 1963 : Janique Aimée : Mme Marchand
- 1964 : Une fille dans la montagne de Roger Leenhardt (téléfilm) : Anne
- 1964 : L'Abonné de la ligne U de Yannick Andréi (six épisodes) : Mlle Germaine Longspès
- 1966 : Plainte contre X de Philippe Ducrest (téléfilm) : Berthe
- 1966 : Au théâtre ce soir : La Cuisine des anges d'Albert Husson, mise en scène Christian-Gérard, réalisation Pierre Sabbagh, Théâtre Marigny
- 1968 : Au théâtre ce soir : La Coquine d'André Roussin, mise en scène Bernard Dhéran, réalisation Pierre Sabbagh, Théâtre Marigny
- 1968 : La Séparation de Maurice Cazeneuve : Mélanie
- 1968 : Les Enquêtes du commissaire Maigret, épisode L'Inspecteur Cadavre de Michel Drach : Mlle Rinquet
- 1969 : Les Enquêtes du commissaire Maigret, épisode La Maison du juge de René Lucot : Didine
- 1970 : À corps perdu d'Abder Isker
- 1970 :  Un mystère par jour  : épisode : Un crime pour 20 carats de Jacques Audoir
- 1972 : François Gaillard ou la vie des autres de Jacques Ertaud, épisode : Pierre
- 1973 : Pour Vermeer de Jacques Pierre
- 1974 : La Folie des bêtes, feuilleton de Fernand Marzelle
- 1974 : Les Cinq Dernières Minutes de Claude Loursais, épisode Rouges sont les vendanges
- 1974 : Un curé de choc (26 épisodes de 13 minutes) de Philippe Arnal

## Théâtre
- 1933 : Crime et Châtiment d'après Fiodor Dostoïevski, mise en scène Gaston Baty, Théâtre Montparnasse
- 1942 : Macbeth de Shakespeare, mise en scène Gaston Baty, Théâtre Montparnasse
- 1943 : Le Grand Poucet de Claude-André Puget, mise en scène Gaston Baty, Théâtre Montparnasse
- 1943 : Hedda Gabler d'Henrik Ibsen, mise en scène Marguerite Jamois, Théâtre Montparnasse
- 1944 : Emily Brontë de Madame Simone, mise en scène Gaston Baty, Théâtre Montparnasse
- 1945 : La Mégère apprivoisée de Shakespeare, mise en scène Gaston Baty, Théâtre Montparnasse
- 1946 : Le Burlador de Suzanne Lilar, mise en scène Louis Ducreux, Théâtre Saint-Georges
- 1946 : La Route des Indes de Jacques Deval d'après Ronald Harwood, Théâtre des Ambassadeurs
- 1951 : Halte au destin de Jacques Chabannes, mise en scène Georges Douking, Théâtre de la Potinière
- 1955 : La Cuisine des anges d'Albert Husson, mise en scène Christian-Gérard, Théâtre Edouard VII
- 1957 : Faust de Goethe, mise en scène Gaston Baty, Théâtre Montparnasse
- 1957 : Regrets éternels de Constance Coline, mise en scène Raymond Gérôme, Théâtre de l'Œuvre
- 1958 : La Cuisine des anges d'Albert Husson, mise en scène Christian-Gérard, Théâtre des Bouffes-Parisiens
- 1959 : Le Crapaud-buffle d'Armand Gatti, mise en scène Jean Vilar, Théâtre Récamier
- 1961 : Le Christ recrucifié de Níkos Kazantzákis, mise en scène Marcelle Tassencourt, Théâtre Montansier
- 1962 : Le Christ recrucifié, Odéon-Théâtre de France
- 1962 : L'Éternel Mari de Fiodor Dostoïevski, mise en scène Jacques Mauclair, Théâtre de l'Alliance française
- 1962 : À notre âge on a besoin d'amour de Jean Savy, mise en scène René Dupuy, Théâtre de l'Alliance française
- 1964 : Le Système Fabrizzi d'Albert Husson, mise en scène Sacha Pitoëff, Théâtre des Célestins
- 1971 : Le Maître de Santiago d'Henry de Montherlant, mise en scène Jean Meyer, Théâtre Montansier, Théâtre des Célestins, tournée Herbert-Karsenty
- 1973 : La Royale Performance de Marcel Mithois, mise en scène Jean-Pierre Delage,   Théâtre des Bouffes-Parisiens